# دیولا های

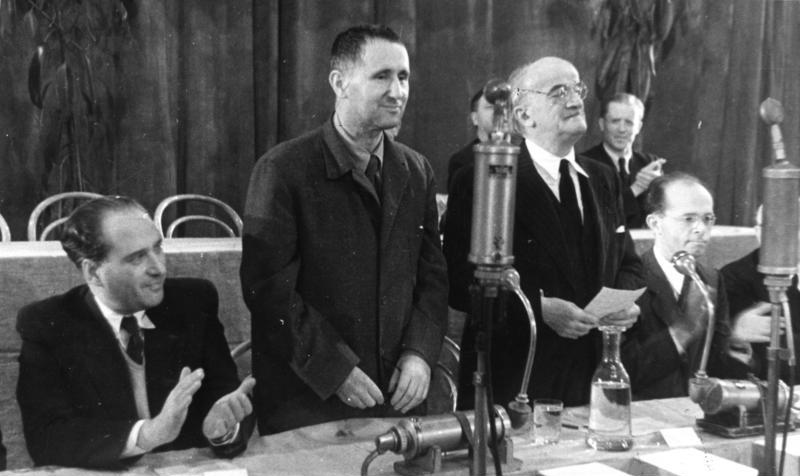
از چپ به راست: دیولا های، برتولت برشت، ارنست لگال، الکساندر آبوش در سال 1948

دیولا های متخلص به استفان فابر (در برخی منابع غربی: یولیوس هی؛ زادهٔ ۵ می ۱۹۰۰ – درگذشتهٔ ۷ می ۱۹۷۵) نمایش‌نامه‌نویس و روشن‌فکر کمونیست اهل مجارستان بود. از کتاب‌هایی که نوشته می‌توان به متولد ۱۹۰۰: خاطره اشاره کرد.

## زندگی‌نامه
های در دههٔ ۲۰ در جنبش کمونیستی در آلمان فعال بود. او در دههٔ ۱۹۵۰ از مخالفان درونی اتحادیه نویسندگان مجارستان بود و در انقلاب ۱۹۵۶ مجارستان از شوراهای کارگری طرف‌داری می‌کرد و در طول انقلاب نقش مهمی در اتحادیه نویسندگان مجارستان به عنوان سازمانی انقلابی بازی کرد. در تقاضایی رادیویی از تمام روشن‌فکران جهان تقاضای کمک کرد. پس از شکست انقلاب از مجارستان فرار کرد و در غرب به نویسندگی مشغول شد. سرانجام در ۱۹۷۵ در ازکونا، سوئیس درگذشت.